# Universidad de La Salle-Manila
La Universidad de La Salle-Manila (De La Salle University-Manila en inglés; Pamantasang De La Salle-Maynila en tagalo) fue fundada por la Congregación de los Hermanos de las Escuelas Cristianas (Fraternum Christianarum Scholarum, en latín) de Manila, en 1911. La universidad recibe este nombre por la inspiración a partir de la vida y los obras del padre fundador de la institución, San Juan Bautista de La Salle. Esta universidad católica está situada en la parte oriental del centro de Malate, un distrito de la capital filipina. Está al lado del límite del término municipal de Manila con la ciudad de Pasay. Su dirección es 2401 Avenida Taft.